# Fahrausbildung und Fahrerlaubnisprüfung
Mit der Fahrerlaubnisprüfung (Deutschland), Führerscheinprüfung (Österreich) oder der Führerprüfung (Schweiz, Liechtenstein) wird die Befähigung einer Person zum Führen von Kraftfahrzeugen bzw. Motorfahrzeugen geprüft. Sie setzt eine Fahrausbildung voraus und hat bei Bestehen die Zulassung zum Straßenverkehr zur Folge.
Bei Erteilung einer Fahrerlaubnis (D), Lenkberechtigung (A) bzw. Fahrberechtigung (CH und FL) wird Fahreignung vorausgesetzt. Mit der Übergabe des Führerscheins (A) bzw. Führerausweis (CH und FL) durch den Prüfer am Tag der bestandenen Fahrprüfung gilt diese als erteilt. In Deutschland gibt der amtlich anerkannte Sachverständige oder Prüfer nach bestandener Prüfung einen vorläufigen Nachweis der Fahrerlaubnis aus. Der Kartenführerschein wird später zugesendet oder von der Fahrerlaubnisbehörde abgeholt.

## Historisches

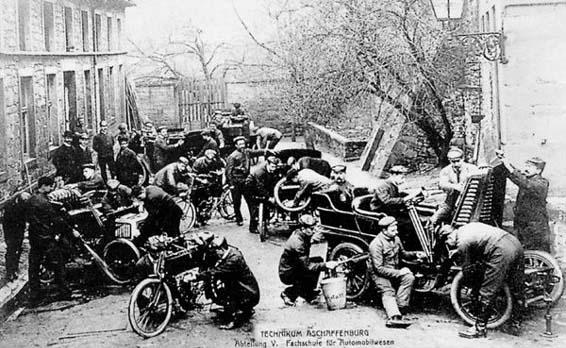
Chauffeursausbildung 1905. Ausbildung in der Chauffeursschule Aschaffenburg (Quelle: Bayerischer Fahrlehrerverband)

Am 14. August 1893 fand die erste Fahrprüfung weltweit statt. Anlass dazu war eine Anordnung der Polizei in Paris. Die Prüfungen wurden damals vom Bergamt abgenommen, dem Inspektorat für Dampfmotoren. Den Dampfmotoren wurden alle Fahrzeuge mit selbstständigem Antrieb zugeordnet. Geprüft wurden die Fahrkenntnisse des Prüflings und sein Wissen über das Fahrzeug. Auch mussten kleinere Reparaturen ausgeführt werden. Das Mindestalter war 21 Jahre. Zugelassen waren zunächst nur Männer, ab 1897 auch Frauen. Am 10. März 1899 wurde der Führerschein in ganz Frankreich eingeführt.
In Deutschland begann die Fahrerlaubnis-Ära im Jahr 1906, zunächst nur sporadisch auf Länderebene. 1909  hieß es im Reichsgesetzblatt  RGBl. S. 437  „Wir Wilhelm, von Gottes Gnaden Deutscher Kaiser, König von Preußen ... am 3. Mai 1909 ... verordnet im Namen des Reichs ...  was folgt: Gesetz über den Verkehr mit Kraftfahrzeugen“. Am 3. Mai 1910 trat es in Kraft. Erstmalig wurden durch amtliche anerkannte Prüfer die Führerscheinprüfungen durchgeführt. Angehörige regierender Fürstenhäuser waren jedoch von der Führerscheinpflicht ausgenommen.
Als letztes Land in Europa führte Belgien am 1. Januar 1967 die Fahrerlaubnisprüfung ein. Bis dahin war dort zum Führen eines Kraftfahrzeugs keine Fahrerlaubnis erforderlich.

## Regelungen in Deutschland

### Ausbildung
Die Ausbildung von Fahrschülern erfolgt nach dem Fahrlehrergesetz (FahrlG) durch behördlich anerkannte Fahrlehrer in anerkannten privatwirtschaftlich tätigen Fahrschulen.
Die Fahrlehrer unterweisen die Fahrschüler gemäß der Fahrschüler-Ausbildungsordnung (FahrschAusbO) in Theorie und Praxis. Sie vermitteln Inhalt und Sinn der gesetzlichen und straßenverkehrsrechtlichen Vorschriften und Fertigkeiten im verkehrssicheren und umweltschonenden Fahren eines Kraftfahrzeuges entsprechend der angestrebten Fahrerlaubnisklasse.
Ziel der Ausbildung ist das Heranbilden von
- Wissen und
- Fähigkeiten, von
- Einsichten und letztlich einem
- verkehrsgerechten und umweltschonenden Verhalten

als Voraussetzung für das Bestehen der Fahrerlaubnisprüfung.

### Preise
Beispiel für eine Preiskalkulation:
1. Grundbetrag Klasse B: ca. 360,00 €
2. Vorstellung zur theoretischen Prüfung Klasse B: 50,00 €
3. Fahrstunden Klasse B (Grundfahraufgaben – Stadtfahrten): ca. 57,00 €
4. Besondere Ausbildungsfahrten Klasse B: ca. 65,00 €
5. Vorstellung zur praktischen Prüfung Klasse B: 140,00 €
Manche Fahrschulen bieten eine Versicherung gegen das Nichtbestehen der Fahrerlaubnisprüfung an (sog. „Durchfallversicherung“). Pauschal- oder Festpreise für die Ausbildung sind unzulässig. Daher werden üblicherweise Margen von den Fahrschulen angegeben (z. B „zwischen 1300,- € und 2000,- €“).
Ein Ost-/West-Preisgefälle ist erkennbar: Die Fahrausbildung in Bayern kostete im Jahr 2011 durchschnittlich 2000,- €; in den neuen Bundesländern weniger als 1500,- €.

### Fahrerlaubnisprüfung
Nach der Fahrausbildung sind Kenntnisse und Befähigung in einer theoretischen und einer praktischen Prüfung nachzuweisen. Geprüft wird, ob der Person eine Fahrerlaubnis zuerkannt werden kann. Die Anforderungen sind  in der Fahrerlaubnisverordnung (FeV) festgelegt.
Die Abnahme der Prüfung erfolgt durch einen amtlich anerkannten Sachverständigen oder Prüfer für den Kraftfahrzeugverkehr (aaSoP, umgangssprachlich Fahrprüfer). Nach der erfolgreichen Prüfung wird die Fahrerlaubnis in der geprüften Fahrerlaubnisklasse erteilt. Dazu wird der vorläufige Nachweises der Fahrerlaubnis t-VNF- durch den Fahrprüfer ausgehändigt. Der Führerschein wird dann von der Bundesdruckerei als Kartenführerschein erstellt und zugesend oder ist bei der Fahrerlaubnisbehörde zu empfangen. Der Führerschein ist der amtliche Nachweis für den Besitz der Fahrerlaubnis.
Die Abnahme der Fahrerlaubnisprüfung durch Fahrprüfer obliegt in Deutschland ausschließlich der in dem jeweiligen Gebiet zuständigen Technischen Prüfstelle. In den alten Bundesländern wird die Fahrerlaubnisprüfung vom jeweils regional zuständigen TÜV betrieben, in den neuen Bundesländern von der DEKRA. Nur in Berlin hat der Fahrerlaubnisbewerber die Wahl zwischen TÜV Rheinland und DEKRA.

#### Überblick
2017 wurden in Deutschland 1,8 Mio. theoretische und 1,7 Mio. praktische Fahrerlaubnisprüfungen (alle Klassen) durchgeführt. Die Erfolgsquote betrug 63 % bzw. 72 %.
Die Anzahl der Prüfungen stieg in den letzten Jahren, während die Erfolgsquote sank. Als Gründe für die schlechteren Ergebnisse werden unter anderem Sprachbarrieren bei der theoretischen sowie kompliziertere Verkehrsverhältnisse bei der praktischen Prüfung genannt.
Besonders gesunken ist die Erfolgsquote der Fahrerlaubnisklasse B. Im Jahre 2017 betrug in der Theorie die Erfolgsquote 56 %, in der Praxis 60 %.
1.645.509 Personen besaßen zum 1. Januar 2018 eine Fahrerlaubnissen auf Probe; Stand am 1. Januar 2023: 1.547.821.

#### Theoretische Prüfung
Je nach Fahrerlaubnisklasse ist eine theoretische Prüfung abzulegen. Ausnahmen bestehen für die Erweiterung der Kraftrad-Klassen über den Stufenzugang (A1 auf A2, A2 auf A) und für die Erweiterung von Fahrerlaubnisklassen auf die zugehörigen Anhängerklassen (B auf BE, C1 auf C1E, D1 auf D1E und D auf DE). Letztere Ausnahme gilt nicht für die Erweiterung von Klasse C auf CE. Hier ist eine theoretische Prüfung obligatorisch. Die theoretische Führerscheinprüfung wird in deutscher Sprache abgelegt. Darüber hinaus kann die Prüfung in den Sprachen Englisch, Französisch, Griechisch, Italienisch, Polnisch, Portugiesisch, Rumänisch, Russisch, Kroatisch, Spanisch, Türkisch und Hocharabisch abgelegt werden.
Eine Anpassung erfuhr die theoretische Führerscheinprüfung mit Wirkung vom 19. Januar 2013 durch die Einführung der EU-weit vereinheitlichten Führerscheinklassen.
Die theoretische Prüfung kann frühestens drei Monate vor Erreichung des Mindestalters für die Fahrerlaubnisklasse abgelegt werden. Voraussetzung für die Zulassung zur Theorieprüfung ist eine Ausbildungsbescheinigung für den theoretischen Mindestunterricht gemäß § 16 Abs. 3 FeV.
Allgemein soll der Bewerber in der theoretischen Prüfung zeigen, dass er ausreichendes Wissen über die gesetzlichen Vorschriften und über umweltbewusste Fahrtechniken besitzt.
Im Einzelnen setzt sich der Prüfungsstoff aus der Gefahrenlehre, dem Verhalten im Straßenverkehr, der Vorfahrt, dem Vorrang, den Verkehrszeichen, dem Umweltschutz, den Betriebsvorschriften, der Technik und der persönlichen Fahreignung und -Befähigung zusammen.
Die theoretische Prüfung erfolgt seit 2008 am PC entsprechend dem Fragenkatalog der theoretischen Fahrerlaubnisprüfung. Die Fragen setzen sich aus dem Grundstoff für alle Fahrerlaubnisklassen und dem klassenspezifischen Zusatzstoff zusammen. Die einzelnen Fragen sind je nach ihrer Wichtigkeit für die Verkehrssicherheit mit zwei bis fünf Fehlerpunkten belegt. Beim Überschreiten der zulässigen Fehlerpunktzahl (z. B. zehn Punkte bei Klasse B) ist die Prüfung nicht bestanden, oder wenn zwei Fragen mit jeweils fünf Fehlerpunkten falsch beantwortet werden. Weiterhin wird die Prüfung bei Täuschungen oder Täuschungsversuchen als nicht bestanden gewertet.
Eine nicht bestandene theoretische Prüfung darf in der Regel nach jeweils zwei Wochen wiederholt werden. Bis September 2008 galt die Regelung eines dreimonatigen Prüfungsverbots, dies ist abgeschafft worden und man darf auch nach der dritten nicht bestandenen Prüfung in zwei Wochen zur nächsten Prüfung. Das Bestehen der theoretischen Prüfung ist Voraussetzung für das Ablegen der praktischen Prüfung. Nach Bestehen der theoretischen Prüfung verlängert sich der Antrag um zwölf Monate, um die praktische Prüfung abzulegen. Wird in dieser Zeit die praktische Prüfung nicht bestanden, so erlischt der Antrag und es muss ggf. ein neuer Antrag bei der Führerscheinstelle gestellt werden.
In besonderen Fällen kann auf die Abnahme einer theoretischen Prüfung verzichtet werden, z. B. wenn die Fahrerlaubnis zuvor entzogen wurde und bei der Neuerteilung noch keine zwei Jahre vergangen sind oder bei der Anerkennung einer ausländischen Fahrerlaubnis. Dies kann je nach Fall auch für die praktische Prüfung zutreffen. Genaueres dazu regelt die Fahrerlaubnisverordnung (FeV).
Seit dem 1. April 2014 werden in der theoretischen Fahrerlaubnisprüfung auch Fragen mit Filmsequenzen zu Situationsdarstellungen genutzt. Im Verkehrsblatt wird der Fragenkatalog auch mit diesen dynamischen Aufgaben bekannt gegeben. Dabei wird die Ausgangssituation dargestellt. Die Filmsequenz erscheint in elektronischer Form im Bundesanzeiger.

#### Praktische Prüfung
Die Ablegung einer praktischen Prüfung ist in den meisten Fällen Voraussetzung für die Erteilung einer Fahrerlaubnisklasse. Lediglich die Fahrerlaubnis der Klasse L und die Mofa-Prüfbescheinigung (dies ist auch keine Fahrerlaubnis) werden nur theoretisch abgelegt.
Die praktische Prüfung kann frühestens einen Monat bevor das Mindestalter für die Fahrerlaubnisklasse erreicht wird, abgelegt werden. Außerdem muss die theoretische Prüfung zuvor bestanden worden sein.
Allgemein soll der Bewerber in der praktischen Prüfung zeigen, dass er ein Kraftfahrzeug seiner Klasse im Straßenverkehr sicher und umweltbewusst führen kann (Fahrfähigkeit). Für die Bus-Klassen D1, D1E, D, DE wird außerdem eine gewandte Fahrzeugführung gefordert.
Im Einzelnen besteht die Prüfung je nach Fahrerlaubnisklasse aus den Teilen Fahrvorbereitung, Abfahrtkontrolle, Handfertigkeiten, Verbinden/Trennen von Anhängern, Grundfahraufgaben sowie der eigentlichen Prüfungsfahrt.
Seit dem 1. Januar 2021 gilt in Deutschland die jahrelang vorbereitete Reform der praktischen Fahrerlaubnisprüfung, die Optimierte Praktische Fahrerlaubnisprüfung -OPFEP. Die OPFEP ist in enger Zusammenarbeit der TÜV I DEKRA arge tp 21 mit den Technischen Prüfstellen, Behörden, Fahrlehrerverbänden und der Bundesanstalt für Straßenwesen (BASt) entwickelt und evaluiert worden. In rund 9.000 Prüfungen wurde sie erprobt. Sie sorgt für noch mehr Objektivität in der Bewertung, verbessert die Rückmeldung an Führerscheinbewerber sowie Fahrschulen und soll so einen weiteren Beitrag zur Verkehrssicherheit leisten. Der Bewerber wird von seinem Fahrlehrer auf die speziellen Prüfungsbedingungen in seiner Fahrerlaubnisklasse vorbereitet. Den Fahrschulen steht das elektronische Prüfprotokoll in abgewandelter Form für den Einsatz in der Fahrausbildung zur Verfügung.
Am Ende der Prüfung nimmt der Fahrprüfer eine zusammenfassende Fahrkompetenzeinschätzung vor und dokumentiert diese im elektronischen Prüfprotokoll. Die Bewältigung der 8 Fahraufgaben und das Verhalten des Bewerbers über die Beobachtungskategorien hinweg während der gesamten Prüfung wird mit den Noten Sehr gut, Gut, Ausreichend oder Ungenügend bewertet. Einzelheiten sind der „Prüfungsrichtlinie – praktische Prüfung“ zu entnehmen. Der aaSoP wertet mit dem Bewerber das festgestellte Fahrkompetenz-Niveau aus und übergibt ihm abschließend das Prüfprotokoll – unabhängig vom Prüfungsergebnis.
| Klassen | Beschreibung der Prüfungsaufgaben |
| AM      | Die Prüfungszeit beträgt 55 Minuten: eine stichprobenartige technische Sicherheitskontrolle, vier Grundfahraufgaben (immer: Fahren eines kleinen Slaloms / Abbremsen mit höchstmöglicher Verzögerung; wahlweise: Ausweichen ohne Abbremsen / Ausweichen nach Abbremsen; wahlweise: Fahren mit Schrittgeschwindigkeit geradeaus / Stop and Go / Kreisfahrt) und Fahren, also Bewegen des Kraftrads im Straßenverkehr. |
| A1      | Die Prüfungszeit beträgt 70 Minuten: eine stichprobenartige technische Sicherheitskontrolle, sechs Grundfahraufgaben (immer: Fahren eines Slaloms mit Schrittgeschwindigkeit / Abbremsen mit höchstmöglicher Verzögerung / Ausweichen ohne Abbremsen / Ausweichen nach Abbremsen; wahlweise: kurzer Slalom / langer Slalom; wahlweise: Fahren mit Schrittgeschwindigkeit geradeaus / Stop and Go / Kreisfahrt) und Fahren, also Bewegen des Kraftrads im Straßenverkehr. |
| A2 / A  | Die Prüfungszeit beträgt 70 Minuten: eine stichprobenartige technische Sicherheitskontrolle, sechs Grundfahraufgaben (immer: Fahren eines Slaloms mit Schrittgeschwindigkeit / Abbremsen mit höchstmöglicher Verzögerung / Ausweichen ohne Abbremsen / Ausweichen nach Abbremsen; wahlweise: kurzer Slalom / langer Slalom; wahlweise: Fahren mit Schrittgeschwindigkeit geradeaus / Stop and Go / Kreisfahrt) und Fahren, also Bewegen des Kraftrads im Straßenverkehr. Bei Erweiterung über den stufenweisen Zugang (A1 auf A2 oder A2 auf A) entfallen die alternativen Aufgaben und die Prüfungszeit verkürzt sich auf 40 Minuten. |
| B       | Die Prüfungszeit beträgt 55 Minuten: eine stichprobenartige technische Sicherheitskontrolle, zwei Grundfahraufgaben (wahlweise: Rückwärtsfahren in eine Parkbox / Fahren nach rechts rückwärts unter Ausnutzung einer Einmündung, Kreuzung oder Einfahrt; wahlweise: Einfahren in eine Parklücke / Umkehren / Abbremsen mit höchstmöglicher Verzögerung) und Fahren, also Bewegen des Kraftfahrzeugs im Straßenverkehr |
| BE      | Die Prüfungszeit beträgt 55 Minuten: Verbinden oder Trennen, eine Grundfahraufgabe (Rückwärtsfahren um eine Ecke nach links) und Fahren, also Bewegen des Zuges im Straßenverkehr. |
| C       | Die Prüfungszeit beträgt 85 Minuten: eine technische Abfahrtkontrolle, zwei Grundfahraufgaben (immer: Rückwärtsfahren und Versetzen nach rechts an eine Rampe zum Be- oder Entladen; wahlweise: Fahren nach rechts rückwärts unter Ausnutzung einer Einmündung, Kreuzung oder Einfahrt / Rückwärtsfahren in eine Parklücke / rückwärts quer oder schräg einparken) und Fahren, also Bewegen des Kraftfahrzeugs im Straßenverkehr. |
| CE      | Die Prüfungszeit beträgt 85 Minuten: Verbinden oder Trennen, zwei Grundfahraufgaben (Umkehren durch Rückwärtsfahren nach links / Rückwärtsfahren geradeaus an eine Rampe zum Be- oder Entladen) und Fahren, also Bewegen des Zuges im Straßenverkehr. |
| C1      | Die Prüfungszeit beträgt 85 Minuten: eine technische Abfahrtkontrolle, zwei Grundfahraufgaben (siehe Klasse C) und Fahren, also die eigentliche Prüfungsfahrt im Straßenverkehr. |
| C1E     | Die Prüfungszeit beträgt 85 Minuten: Verbinden und Trennen, zwei Grundfahraufgaben (Rückwärtsfahren um eine Ecke nach links / Rückwärtsfahren geradeaus an eine Rampe zum Be- oder Entladen) und Fahren, also Bewegen des Zuges im Straßenverkehr. |
| D       | Die Prüfungszeit beträgt 85 Minuten: eine technische Handfertigkeits- und Abfahrtkontrolle, zwei Grundfahraufgaben (immer: Halten zum Ein- oder Aussteigen; wahlweise: Fahren nach rechts rückwärts unter Ausnutzung einer Einmündung, Kreuzung oder Einfahrt / Rückwärtsfahren in eine Parklücke / rückwärts quer oder schräg einparken) und Fahren, also Bewegen des Kraftfahrzeugs im Straßenverkehr. |
| DE      | Die Prüfungszeit beträgt 80 Minuten: Verbinden und Trennen, eine Grundfahraufgabe (Rückwärtsfahren um eine Ecke nach links) und Fahren, also Bewegen des Zuges im Straßenverkehr. |
| D1      | Die Prüfungszeit beträgt 85 Minuten: eine technische Handfertigkeits- und Abfahrtkontrolle, zwei Grundfahraufgaben (siehe Klasse D) und Fahren, also Bewegen des Kraftfahrzeugs im Straßenverkehr. |
| D1E     | Die Prüfungszeit beträgt 80 Minuten: Verbinden und Trennen, eine Grundfahraufgabe (Rückwärtsfahren um eine Ecke nach links) und Fahren, also Bewegen des Zuges im Straßenverkehr |
| T       | Die Prüfungszeit beträgt 70 Minuten: Verbinden und Trennen, eine technische Abfahrtkontrolle, eine Grundfahraufgabe (Rückwärtsfahren geradeaus) und Fahren, also Bewegen des Kraftfahrzeugs im Straßenverkehr. |

Die genannte Dauer der Prüfungen sind Mindestzeiten entsprechend der Prüfungsrichtlinie für die praktische Fahrerlaubnisprüfung. Sie sind jedoch nicht gleichzusetzen mit der Mindestfahrzeit, da zur Prüfungszeit auch administrative Aufgaben gehören, wie Begrüßung, Identitätsprüfung, Auswertung der Prüfung.
Seit dem 1. Januar 2021 wurde im Zusammenhang mit OPFEP die Prüfungsdauer in allen Klassen (außer Kl. A 1) um 10 Minuten verlängert., in der Kl. A 1 um 25 Minuten. Das liegt nicht an der Einführung des elektronischen Prüfprotokolls, sondern an der inhaltlichen und methodischen Weiterentwicklung der Prüfung.

### Rechtsgrundlagen
- Fahrerlaubnisverordnung (FeV)
- Richtlinie für die Prüfung der Bewerber um eine Erlaubnis zum Führen von Kraftfahrzeugen (Prüfungsrichtlinie)

### Fahreignung
Wenn Tatsachen bekannt sind, die die Fahreignung in Frage stellen, wird vor der Erteilung der Fahrerlaubnis in Deutschland ein Gutachten einer amtlich anerkannten Begutachtungsstelle für Fahreignung gefordert.

## Regelungen in Österreich

### Führerscheinausbildung
Um einen Führerschein zu bekommen, muss man zuerst eine Ausbildung und danach eine Fahrprüfung absolvieren. Die Ausbildung erfolgt normalerweise in einer Fahrschule. Auch die theoretischen und praktischen Fahrprüfungen werden von dort aus organisiert und in den Fahrschulen von staatlichen Organen abgenommen.
Allerdings gibt es auch kombinierte Formen, bei denen man den theoretischen Teil und nur einen minimalen Teil der Praxisausbildung in der Fahrschule absolviert und den Großteil privat als Ausbildungsfahrt (L17-Ausbildung) oder Übungsfahrt mit privaten Fahrzeugen und einem Verwandten oder Bekannten als Begleiter durchführt, der bestimmte Grundvoraussetzungen erfüllt.
Die L17-Ausbildung (eigentlich: „vorgezogene Lenkberechtigung für die Klasse B“) erfreut sich einer immer größer werdenden Beliebtheit, weil dabei der Führerschein für die Klasse B bereits mit dem vollendeten 17. Lebensjahr erworben werden kann. Im Normalfall wird der Führerschein erst mit dem vollendeten 18. Lebensjahr erworben.

#### Theoretische Ausbildung
Grundsätzlich gilt, dass bei der ersten Fahrprüfung eine Ausbildung in der Dauer von mindestens 26 Lektionen zu 45 Minuten Theorieunterricht Basisunterricht für alle Klassen von Lenkberechtigungen nachzuweisen ist. Dazu kommt ein klassenspezifischer Teil je angestrebter Klasse, der vor dem Antritt zur jeweiligen Fahrprüfung für eine bestimmte Führerscheinklasse nachgewiesen werden muss.
Die Mindestausbildungsdauer beträgt bei:
- Klasse A: 8 Lektionen
- Klasse B: 6 Lektionen
- Klasse B+E: 4 Lektionen
- Klasse C1: 8 Lektionen
- Klasse C: 10 Lektionen
- Klasse C (Ausdehnung von C1): 4 Lektionen
- Klasse C+E/C1+E/D+E: 6 Lektionen
- Klasse D (Ausdehnung von B): 12 Lektionen
- Klasse D (Ausdehnung von C): 4 Lektionen
- Klasse F: 8 Lektionen

Verlage und Unternehmen haben inzwischen auf die zunehmende Digitalisierung reagiert und bieten verschiedenste Lernmaterialien wie z. B. Handy-Apps, sogenannte Lern-CDs, 3D-Fahrschulen (PC-Visualisierung des Straßenverkehrs und verschiedener Verkehrssituationen) sowie Online-Lernangebote zur Vorbereitung auf die theoretische Führerschein-Prüfung an.

#### Praktische Ausbildung
Grundsätzlich gilt, dass die Ausbildung auf jeden Fall Nachtfahrten, Fahrten im Ortsgebiet bei starkem Verkehr (in städtischem Gebiet) und Fahrten im Schnellverkehr (wie Autobahnen oder Autostraßen) umfassen muss. Werden mehrere Klassen gleichzeitig ausgebildet, dann ist die Nachtfahrt nur im Rahmen der Ausbildung einer Klasse notwendig. Bei der Zusatzausbildung im Rahmen von Ausdehnungen zu vorhandenen Führerscheinklassen sind Nachtfahrten nicht erforderlich.
Die Mindestausbildungsdauer ist in Lektionen zu 45 Minuten vorgeschrieben und beträgt bei:
- Klasse A: 12 Lektionen, wobei mindestens 8 Lektionen auf Straßen mit öffentlichem Verkehr durchzuführen sind
- Klasse B: 12 Lektionen
- Klassen B und B+E: zusätzlich zur Klasse B 2 Lektionen B+E
- Klassen B und C/C1: 20 Lektionen (8 B, 12 C/C1)
- Klassen B und C/C1+E: 22 Lektionen (8 B, 10 C, 4 E)
- Klassen B und D: 20 Lektionen (8 B, 12 D)
- Klassen B und C/C1 und D: 28 Lektionen (8 B, 8 C/C1, 8 D, 4 E)
- Klasse F: 4 Lektionen

Wird von einer Lenkberechtigung der Klassen B oder C/C1 auf andere Klassen ausgedehnt, dann beträgt die vorgeschriebene Mindestdauer der Fahrausbildung:
- Klasse B auf Klasse B+E: 2 Lektionen
- Klasse B auf Klasse C/C1: 8 Lektionen
- Klasse B auf Klassen C/C1+E: 10 Lektionen (6 C/C1, 4 E)
- Klasse B auf Klasse D: 8 Lektionen
- Klasse B auf Klasse D+E: 10 Lektionen (6 D, 4 E)
- Klasse B auf Klassen C/C1 und D: 16 Lektionen (8 C7C1, 8 D)
- Klasse B auf Klassen C/C1+E und D: 18 Lektionen (6 C/C1, 8 D, 4 E)
- Klasse B auf Klasse F: 4 Lektionen
- Klasse C1 auf Klasse C: 4 Lektionen
- Klasse C1 auf Klasse C1+E: 3 Lektionen
- Klasse C1+E auf Klasse C+E: 6 Lektionen (3 C, 3 E)
- Klasse C1 auf Klasse D: 4 Lektionen
- Klasse C1 auf Klasse D+E: 8 Lektionen (4D, 4 E)
- Klasse C auf Klasse C+E: 4 Lektionen
- Klasse C auf Klasse D: 4 Lektionen
- Klasse C auf Klasse D+E: 8 Lektionen (4D, 4 E)
- Klasse D auf Klasse D+E: 4 Lektionen

#### Ausbildung in Erster Hilfe
Zusätzlich zur Fahrausbildung ist bei der Ersterteilung einer Lenkberechtigung der Besuch eines mindestens sechsstündigen Erste-Hilfe-Lehrganges nachzuweisen. Für die Klassen C und D ist zusätzlich eine „Ausbildung in Erster Hilfe“ (ein mindestens sechzehnstündiger Erste-Hilfe-Lehrgang) notwendig.

#### Ausbildung beim Österreichischen Bundesheer
Im Rahmen der Grundausbildung durchlaufen alle Grundwehrdiener den für den Führerschein benötigten 16-stündigen Erste-Hilfe-Kurs.
Für Heereskraftfahrfunktionen vorgesehene Soldaten bzw. Lehrlinge besuchen den Heereslenkberechtigungskurs in den verschiedenen Ausbildungsstätten.
Die Auszubildenden werden in den Heereskraftfahrdienst eingewiesen, damit sie befähigt sind, mit und ohne Beifahrer (auch genannt „Fahrzeugkommandant“) ihren Auftrag kraftfahrtechnisch umsetzen und die dazugehörige Bestimmungen einhalten zu können.
Außerdem besteht die Möglichkeit, die Heereslenkberechtigung auf eine zivile Lenkberechtigung umschreiben zu lassen.

#### Ausbildung in einem anderen EU-Land
Der Erwerb einer Fahrerlaubnis in einem anderen Mitgliedstaat der EU ist nur mit Nachweis eines ordentlichen Wohnsitzes über mindestens 185 Tage in dem jeweiligen Land möglich.

### Fahrprüfung: Theoretischer Teil
Die theoretische Prüfung wird seit dem 25. Mai 1998 nur noch am Computer durchgeführt. Diese Prüfung kann in den Sprachen Deutsch, Englisch, Slowenisch, Serbokroatisch oder Türkisch abgelegt werden. Die dabei gestellten Fragen werden in zwei Gruppen eingeteilt: „Allgemeine Fragen“ (Verkehrszeichen, Vorrangbeispiele, Verhaltensvorschriften allgemeiner Natur) und „Klassenspezifische Fragen“ für die jeweilige Fahrerlaubnisklasse. Diese Fragen haben unterschiedliche Punktewerte (zwischen 2 und 9). Für die Klasse B werden dabei von 1.488 möglichen Fragen 56 gestellt. Für ein positives Ergebnis müssen 80 % der insgesamt möglichen Punkte erreicht werden; darüber hinaus werden die „klassenspezifischen Fragen“ extra bewertet, wobei in diesem Teil bei den Klassen A und B 60 %, bei den anderen Klassen ebenfalls 80 % der Punkte erreicht werden müssen.
Seit 1. April 2006 sind für Ergänzungsprüfungen für die Klassen A, BE oder F Erleichterungen in Kraft getreten: Es müssen für diese Klassen nur noch klassenspezifische Fragen beantwortet werden.
Dieser Prüfungsteil kann bereits ein halbes Jahr vor dem vorgeschriebenen Mindestalter für die Erteilung der angestrebten Lenkberechtigung abgelegt werden (Ausnahme: L17-Ausbildung und Klasse A in Verbindung damit).

### Fahrprüfung: Praktischer Teil
Die praktische Fahrprüfung setzt voraus, dass die theoretische Fahrprüfung bestanden wurde. Sie beginnt im Normalfall auf einer verkehrsarmen Fläche, wie dem Übungsplatz einer Fahrschule, mit der Kontrolle des Fahrzeuges auf Verkehrs- und Betriebssicherheit. Dann werden fünf standardisierte Grundfahrübungen absolviert: Parallel Parken, Garagenparken, Wenden, Slalom, Zielbremsung. Damit weist der Prüfling die sichere Fahrzeugbeherrschung bei Fahrmanövern nach. Daran schließt sich eine Fahrt mit dem Sachverständigen an. Als Mindestalter für die Durchführung dieses Prüfungsteils gilt jenes Mindestalter, das für die Erteilung der angestrebten Lenkberechtigung vorgeschrieben ist (Ausnahme: L17-Ausbildung).

## Regelungen in der Schweiz und im Fürstentum Liechtenstein
In der Schweiz und im Fürstentum Liechtenstein muss als Erstes ein Nothelferkurs absolviert werden. Dieser umfasst 10 Stunden (in Liechtenstein mind. 2×5 Stunden) und kostet ungefähr CHF 150. Der Nothilfekurs-Ausweis ist sechs Jahre gültig.
Der Nothilfekurs-Ausweis ist erforderlich für das «Gesuch um Erteilung eines Lernfahr- bzw. Führerausweises». Vor Einreichung des Gesuchs sind die Resultate des Sehtests durch einen Optiker ins Gesuch auszufüllen. Das Gesuch gelangt an das zugehörige kantonale Strassenverkehrsamt bzw. an die Motorfahrzeugkontrolle des Fürstentums Liechtenstein.
Die theoretische Prüfung umfasst 50 Multiple-Choice-Fragen. Erlaubt sind maximal 15 Fehler, ansonsten ist die theoretische Prüfung nicht bestanden. Vorbereitet und durchgeführt wurde die theoretische Prüfung für lange Zeit mit gedruckten Fragebögen, die einen „Korrekturmechanismus“ enthielten; weshalb das Üben für diese Prüfung im Volksmund oft als „Bögelä“ bezeichnet wurde. Viele Fahrlehrer boten zu bestimmten Zeiten ebensolche Übungsmöglichkeiten an. Im Laufe der Zeit wurden viele Prozesse digitalisiert. Heute wird die theoretische Prüfung vielerorts am Computer oder Tablet abgehalten. Geübt wird mit Hilfe von Büchern oder vom Markt eigens dafür hervorgebrachter Lernsoftware für PCs und Smartphones.

### Lernfahrten/Lernfahrausweis

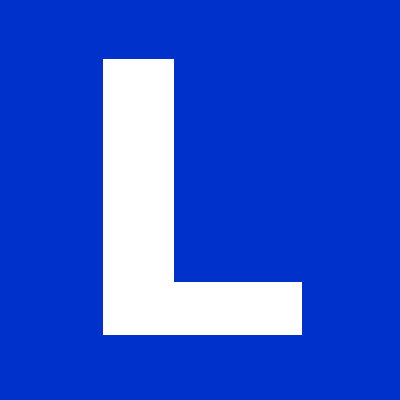
Schild mit weißem „L“ auf blauem Grund ist in Österreich und in der Schweiz bei Ausbildungsfahrten am Fahrzeug anzubringen.

Eine Übersicht über die Kategorien findet man unter .
Damit das erste Mal ein Lernfahrausweis ausgestellt werden kann, müssen:
- ein Nothelferkurs besucht werden,
- ein Sehtest eingereicht werden, und
- die Basistheorieprüfung bestanden werden.

Nach Erhalt des Lernfahrausweises, jedoch vor der praktischen Fahrprüfung, muss ein Verkehrskunde-Kurs besucht werden.

#### Gültigkeit des Lernfahrausweis
- Kategorie A: Der Lernfahrausweis ist zunächst vier Monate gültig. Innerhalb dieser vier Monaten muss die praktische Grundschulung absolviert werden. Nach erfolgreich absolvierter Grundschulung (zwölf Stunden) verlängert sich der Lernfahrausweis um zwölf Monate. Für Lernfahrten ist keine Begleitperson notwendig.
- Kategorie B: Der Lernfahrausweis ist 24 Monate gültig. Für Lernfahrten ist eine Begleitperson notwendig, die das 23. Altersjahr vollendet hat und seit mind. drei Jahren den Führerausweis der Kategorie B besitzt. Die Begleitperson darf den Führerausweis nicht mehr auf Probe besitzen.

#### Weiteres
- Lernfahrausweise sind grundsätzlich nur in der Schweiz und im Fürstentum Liechtenstein gültig.[17]
- Bei jeder Lernfahrt muss das „L“-Schild (weisses L auf blauem Grund) am Fahrzeug befestigt sein.[18]
- An das Fahrzeug können bestimmte Anforderungen gestellt sein, z. B. bei PKW die Erreichbarkeit der Handbremse durch die Begleitperson.
- Inhaber des Lernfahrausweises der Kategorie A und A1 müssen innerhalb der ersten vier Monate eine praktische Grundschulung absolvieren. Sie dauert zwölf Stunden.
- Inhaber eines Führerausweises der Kategorie A beschränkt können die Beschränkung nach zwei Jahren beanstandungsfreier Fahrpraxis auf Gesuch hin aufheben lassen.

### Praktische Prüfung
Es ist nicht obligatorisch, eine bestimmte Anzahl Fahrstunden zu absolvieren. Im Jahr 2011 sind 65 % der Führerprüfungen bestanden worden.

### Führerausweis auf Probe in der Schweiz
Den Führerausweis gibt es in der Schweiz seit Dezember 2005 zunächst auf Probe. Die Probezeit dauert drei Jahre. Innerhalb dieser drei Jahren muss zweimal eine Weiterbildung absolviert werden, bevor der unbefristete Ausweis beantragt werden kann. Wenn während der Probezeit der Führerausweis entzogen wird, verlängert sich diese um ein Jahr. Nach der zweiten Widerhandlung, die zum Entzug des Führerausweises führt, wird der Ausweis annulliert, und der Lernfahrausweis muss neu beantragt werden.
Liechtenstein kennt per 2013 eine derartige Regelung nicht, dort gilt der Führerausweis mit Prüfungsabschluss unbefristet.

### Rechtsgrundlagen

#### Schweiz
- Strassenverkehrsgesetz (SVG)
- Verordnung über die Zulassung von Personen und Fahrzeugen zum Strassenverkehr (Verkehrszulassungsverordnung, VZV)

#### Liechtenstein
- Strassenverkehrsgesetz (SVG)
- Verkehrszulassungsverordnung (VZV)
- Verordnung über die Zulassung von Fahrlehrern und ihre Berufsausübung (Fahrlehrerverordnung, FV)
- Verordnung vom 5. April 1977 zum Gesetz über den Strassenverkehr (Nothelferkurse)